# Epiplema oriocharis
Epiplema oriocharis är en fjärilsart som beskrevs av Reginald James West 1932.
Epiplema oriocharis ingår i släktet Epiplema och familjen Uraniidae. Inga underarter finns listade i Catalogue of Life.